# Drionia nigra
Drionia nigra är en insektsart som beskrevs av Ball 1915. Drionia nigra ingår i släktet Drionia och familjen dvärgstritar. Inga underarter finns listade i Catalogue of Life.